# Alexander Geschonneck
Alexander Geschonneck (* 18. September 1970 in Berlin) ist ein deutscher Forensik-Spezialist und Buchautor.

## Leben
Geschonnecks Vater war der Schauspieler Erwin Geschonneck, sein Halbbruder ist der Regisseur Matti Geschonneck. Alexander Geschonneck stand als Siebenjähriger ein einziges Mal mit seinem Vater vor der Kamera: Im Fernsehfilm Des kleinen Lokführers große Fahrt hatte er eine Nebenrolle inne; die Credits listeten ihn unter dem Namen „Sascha“. Zudem trat er in mehreren Filmen als Statist auf.
Geschonneck studierte in Berlin Medizin und Wirtschaftsinformatik. Er ist Autor eines deutschen Standardwerks zur IT-Forensik und befasste sich unter anderem mit Computerkriminalität und dem IT-Grundschutz. So hat er beispielsweise für die IT-Grundschutz-Kataloge (ehemals IT-Grundschutzhandbuch) des BSI mehrere Bausteine verfasst, u. a. zu den Grundlagen der Behandlung von IT-Sicherheitsvorfällen und der Durchführung von computer-forensischen Analysen. Geschonneck hat als Auditor die für die Betriebsgenehmigung der deutschen Lkw-Maut notwendige BSI-Sicherheitszertifizierung durchgeführt.
Geschonneck war in der öffentlichen Diskussion über den sogenannten Bundestrojaner und Online-Durchsuchung als Fachexperte auch im Parlament beteiligt und verfasst zahlreiche Artikel zu forensischen Ermittlungsmethoden für die Zeitschriften c’t und iX. Seine wesentlichen Forschungs- und Entwicklungsprojekte beschäftigen sich mit der Definition und Etablierung eines standardisierten Ermittlungsprozesses unter Beachtung der Anforderungen aus Fraud-Investigation, Compliance und Datenschutz. In seiner Verantwortung bei der Aufdeckung und Aufklärung von wirtschaftskriminellen Handlungen für mehrere private Organisationen setzt er sich mit der Digitalisierung des Verbrechens auseinander. So beschäftigte er sich bereits zu einem frühen Zeitpunkt mit dem Phänomen des CEO Fraud und leistet u. a. mit dem LKA NRW umfangreiche Präventionsarbeit.
Seit 2010 gibt er eine regelmäßige Umfrage zur Computerkriminalität in der Deutschen Wirtschaft heraus.
Er hatte mehrere Lehraufträge zum Thema IT-Forensik bzw. zur IT-Unterstützung bei Forensic-Investigations, unter anderem an der FH Oberösterreich am Lehrstuhl für Computer- und Mediensicherheit sowie an der Steinbeis-Hochschule Berlin am Institute for Risk & Fraud Management (School of Governance, Risk & Compliance). Geschonneck war im wissenschaftlichen Beirat des CRISP – Center for Research in Security and Privacy (Nationales Forschungszentrum für angewandte Cybersicherheit).
Geschonneck ist auf die Durchführung von forensischen Untersuchungen zur Aufdeckung und Aufklärung von Fraud und Financial Crime sowie auf deren Prävention spezialisiert.

### Berufliche Stationen
Geschonneck war nach seiner Tätigkeit bei der HiSolutions AG von 2008 bis 2009 bei der "Big 4" Wirtschaftsprüfungsgesellschaft Ernst & Young als Senior Manager für Forensic Technology tätig. Im Oktober 2009 wechselte er als Partner zum Konkurrenten KPMG, wo er Mitglied der KPMG Global Forensic Steering Group ist.
Er leitete die im Oktober 2019 vom Aufsichtsrat beauftragte Sonderuntersuchung beim DAX-Unternehmen Wirecard AG, die Ende April 2020 zu einem verheerenden Ergebnis u. a. zum Third-Party-Aquiring-Geschäft von Wirecard in Asien kam. Als Ergebnis der durch ihn geführten Sonderuntersuchung kam zu Tage, dass wesentliche Teile des Umsatzes und des Gewinnes der Wirecard AG an diesem Geschäft hingen, für dessen Existenz in der angegebenen Größe kein Nachweis erbracht werden konnte. Ebenso konnte sein Sonderuntersuchungsteam keinen Nachweis für angebliche Treuhandbankguthaben in Höhe von ca. 1,9 Mrd. Euro erlangen, was letztendlich zum Zusammenbruch von Wirecard und zur Aufdeckung des Skandals führte. Am 26. November 2020 sagte er darüber als Zeuge im 3. Untersuchungsausschuss der 19. Wahlperiode des Deutschen Bundestages aus und gab zu Protokoll, wie er vom Management der Wirecard AG bei der Untersuchung behindert worden war.
Von Oktober 2021 bis April 2022 führte er eine Sonderuntersuchung bei der börsennotierten Adler Group S.A. durch. Der Bericht wurde am 22. April 2022 auf der Webseite der Adler Group veröffentlicht und führte zu einem massiven Kursverlust an der Börse, da seinem Team nicht alle angeforderten Unterlagen zur Verfügung gestellt wurden, um die Vorwürfe zu entkräften und er Bewertungsfehler bei einigen Immobilientransaktionen identifizierte. Auslöser der Sonderuntersuchung war ein im Internet veröffentlichter Bericht des britischen Shortsellers Fraser Perring, der dem Immobilienkonzern Adler Group S.A. Betrug, Manipulation und Täuschung seiner Geldgeber vorwarf. Aufgrund von Zweifeln am vorgelegten Jahresabschluss verweigerte KPMG dann auch das Testat für das Jahr 2021. Wegen fehlender "Nachweise über die Identifizierung und Offenlegung von verbundenen Parteien und wesentlichen Transaktionen und Kontensalden von verbundenen Parteien" hätten für die Prüfung des Jahresabschlusses mehrere Buchungen nicht auf ihre Angemessenheit überprüft werden können.

## Werke (Auswahl)
- Computer-Forensik – Computerstraftaten erkennen, ermitteln, aufklären!, dpunkt.verlag, Heidelberg 2014, ISBN 978-3-86490-133-1.
- Computer-Forensik – Systemeinbrüche erkennen, ermitteln, aufklären, dpunkt.verlag, Heidelberg 2004, ISBN 978-3-89864-253-8.
- Anonymisierung im Rahmen der forensischen Datenanalyse, In: Betriebs-Berater (Heft 43), 2011 ISSN 0340-7918 S. 2677. (Mit Scheben/Meyer)
- Unternehmensinterne Ermittlungen im Rahmen datenschutzrechtlicher Grenzen, In: ZHR – Zeitschrift für das gesamte Handelsrecht und Wirtschaftsrecht, Mai 2015, ISSN 0044-2437 S. 240. (Mit Scheben/Klos)
- Das wirksame Compliance-Management-System. KPMG AG, Herne 2016, ISBN 978-3-482-64852-6. (Mitautor)
- Wie viel ist zu wenig, wie viel ist zu viel? Die Entscheidung über Investitionen in Maßnahmen zur Aufdeckung und Prävention von Wirtschaftskriminalität aus Perspektive des Gewinnmaximierungskalküls, In: BFuP, Betriebswirtschaftliche Forschung und Praxis 2/2020, 15. April 2020 ISSN 0340-5370 S. 173. (Mit Heckel)
- Betrug in der digitalisierten Welt: Erkennen. Vorbeugen. Schützen. (Hrsg. Freytag), 21. März 2019, ISBN 3962510575. (Mitautor)
- Crypto Asset Compliance, In: ReThinkingLaw 05/2019, 16. September 2019 ISSN 2625-686X S. 31.
- Handbuch Compliance-Management (Hrsg. Wieland, Steinmeyer, Grüninger), 3. neu bearbeitete Auflage, 2020, ISBN 978-3-503-18784-3. (Mitautor)
- Antikorruptions-Compliance (Hrsg. Busch, Hoven, Pieth, Rübenstahl), Auflage 2020, ISBN 978-3-8114-5633-4. (Mitautor)